# Línea 161 (Montevideo)
La línea 161 fue una línea de ómnibus urbana de Montevideo, que unía el barrio Bolívar con la Ciudad Vieja.

## Características
Fue creada en los años treinta por la entonces Cooperativa de Ómnibus Línea H, la cual en 1937, tras la confirmación de la Compañía Uruguay del Transporte Colectivo se convirtió en la línea 161.
Unía específicamente la Planta José Añón de la Compañía Cutcsa, ubicada sobre la Avenida Luis Alberto de Herrera, aunque posteriormente con la mudanza de esta hacia la Avenida José Pedro Varela la línea fue extendida hacia esta nueva ubicación, conectando de esta manera el barrio Bolívar con la Ciudad Vieja.
En marzo de 2019, con el comienzo de los horarios de invierno, esta línea, al igual que la 164 quedaron definitivamente suprimidas, pero aún en algunas paradas de Montevideo se conserva sus carteles indicadores.

## Recorrido
El último recorrido de la línea comenzaba y finalizaba en la nueva planta José Añón, de la empresa Cutcsa, ya que su pasaje por la Ciudad Vieja era sin interrupciones. Sin embargo, a efectos de facilitar la visualización del mismo, se lo divide en ida y vuelta siguiendo el criterio de los destinos que los ómnibus de la línea despliegan en sus carteles.
| IDA (hacia Ciudad Vieja) - Isabela - Avenida Jacobo Varela - Marne - Avenida Luis Alberto de Herrera - Monte Caseros - Nueva Palmira - Bulevar Artigas - Goes - Juan Paullier - La Paz - Justicia - La Paz - Arenal Grande - Avenida Uruguay - Magallanes - Soriano - Ciudadela - Circunvalación Plaza Independencia - Ciudadela - 25 de Mayo - Juncal - Cerrito | VUELTA - Cerrito - Juan Lindolfo Cuestas - Buenos Aires - Liniers - Ciudadela - Maldonado - Minas - Mercedes - Avenida Daniel Fernández Crespo - Miguelete - Justicia - Prof. Juan Carlos Patrón - Inca - Domingo Aramburú - Avenida General Flores - Bulevar José Batlle y Ordóñez - Avenida Jacobo Varela - Isabela (planta José Añón) |

## Paradas
Nº parada → Calle (y) Cruce
| IDA 1. 5770 Isabela y Valladolid 2. 5772 Isabela y Av. Jacobo Varela 3. 3533 Av. Jacobo Varela y Bv. José Batlle y Ordóñez 4. 3534 Marne y Juan José Quesada 5. 2783 Marne y Av. Luis Alberto de Herrera 6. 3453 Av. Luis Alberto de Herrera y Valladolid 7. 3454 Av. Luis Alberto de Herrera y Dulcinea 8. 3455 Av. Luis Alberto de Herrera y Canstatt 9. 3456 Av. Luis Alberto de Herrera y Cádiz 10. 3457 Av. Luis Alberto de Herrera y Emilio Raña 11. 3458 Av. Luis Alberto de Herrera y Monte Caseros 12. 3504 Monte Caseros y Mariano Moreno 13. 3505 Monte Caseros y Jaime Cibils 14. 3506 Monte Caseros y Cnel. Lucas Píriz 15. 3507 Monte Caseros y Av. Gral. José Garibaldi 16. 3508 Monte Caseros y Nueva Palmira 17. 2104 Bv. Gral. Artigas y Gral. Pagola 18. 2107 Bv. Gral. Artigas y Miguelete 19. 3810 Goes y Duvimioso Terra 20. 3812 Juan Paullier y La Paz 21. 3813 La Paz y Defensa 22. 3814 La Paz y Democracia 23. 3815 La Paz y República 24. 3831 Arenal Grande y Cerro Largo 25. 3832 Arenal Grande y Av. Uruguay 26. 4031 Av. Uruguay y Tristán Narvaja 27. 4533 Magallanes y Mercedes 28. 4528 Magallanes y Av. 18 de Julio 29. 4532 Magallanes y José Enrique Rodó 30. 4530 Magallanes y Constituyente 31. 3871 Soriano y Lorenzo Carnelli 32. 4611 Soriano y Dr. Javier Barrios Amorín 33. 3174 Soriano y Dr. Aquiles R. Lanza 34. 3175 Soriano y Héctor Gutiérrez Ruiz 35. 3176 Soriano y W. Ferreira Aldunate 36. 5033 Soriano y Florida 37. 5124 Ciudadela y Mercedes 38. 4041 Juncal y Cerrito | VUELTA 1. 4763 Cerrito y Bartolomé Mitre 2. 4764 Cerrito y Treinta y Tres 3. 4765 Cerrito y Zabala 4. 4773 Cerrito y Pérez Castellano 5. 4774 Cerrito y Juan Lindolfo Cuestas 6. 4929 Juan Lindolfo Cuestas y Washington 7. 4769 Buenos Aires y Guaraní 8. 4770 Buenos Aires y Colón 9. 4771 Buenos Aires y Misiones 10. 4772 Buenos Aires y Ituzaingó 11. 4757 Liniers y Reconquista 12. 3242 Maldonado y Florida 13. 2207 Maldonado y Convención 14. 2208 Maldonado y Julio Herrera y Obes 15. 2209 Maldonado y Héctor Gutiérrez Ruiz 16. 2210 Maldonado y Dr Aquiles R. Lanza 17. 2211 Maldonado y Dr Javier Barrios Amorín 18. 2212 Maldonado y Lorenzo Carnelli 19. 4558 Minas y Canelones 20. 4560 Minas y Constituyente 21. 4562 Minas y José Enrique Rodó 22. 4559 Minas y Colonia 23. 4547 Mercedes y Gaboto 24. 4546 Mercedes y Eduardo Acevedo 25. 3835 Av. Daniel Fernández Crespo y Cerro Largo 26. 3837 Av. Daniel Fernández Crespo y Miguelete 27. 3823 Miguelete y República 28. 3706 Justicia y Lima 29. 3707 Justicia y Gral. Pagola 30. 3708 Justicia y Nueva Palmira 31. 3709 Justicia y Dr. Juan José de Amézaga 32. 2461 Inca y Blandengues 33. 2462 Domingo Aramburú y Ramón del Valle Inclán 34. 2464 Domingo Aramburú y Av. Gral. Flores 35. 2418 Av. Gral. Flores y Rivadavia 36. 3805 Av. Gral. Flores y Av. Gral. José Garibaldi 37. 3806 Av. Gral. Flores y Gustavo Gallinal 38. 3807 Av. Gral. Flores y Bv. Gral. Artigas 39. 2340 Av. Gral. Flores y Av. Luis Alberto de Herrera 40. 2341 Av. Gral. Flores y Juan José Quesada 41. 5771 Av. Jacobo Varela y Saladero Fariña 42. 5768 Isabela y Valladolid |

## Historia
Originalmente, la línea 161 tenía su punto de partida en la terminal de la Aduana, situada en la Ciudad Vieja (en una zona de este barrio también conocida como Guruyú), desde donde se dirigía hasta la intersección de las avenidas General Flores y Luis Alberto de Herrera (antiguamente denominada Larrañaga) para retornar a su origen sin interrumpir el viaje —lo que se conoce también por el anglicismo loop—, tomando un camino distinto al de la ida. Su circuito era y sigue siendo complementado con el de la línea 164, que realiza buena parte de su recorrido en sentido inverso a la 161: el que una hace en la ida, la otra lo hace en la vuelta. Esto se daba en otras líneas de la compañía Cutcsa, como la 117 y la 122, la 171 y la 172, y la 181 y la 183, conservándose solamente el de las últimas dos.
En los años sesenta su recorrido era el siguiente: Terminal de la Aduana; Rambla Roosevelt; Zabala; Rincón; Mercedes; Avenoda Fernández Crespo; Miguelete; Justicia; Arenal Grande; Domingo Aramburú; Avenida Gral. Flores; Avenida Luis Alberto de Herrera; Monte Caseros; Bulevar Artigas; Miguelete; Justicia; La Paz; Avenida Fernández Crespo; Avenida Uruguay; Eduardo Acevedo; Juan A. Lavalleja (actual José E. Rodó); Magallanes; Soriano; Reconquista; Juan Lindolfo Cuestas; Terminal de la Aduana. Desde entonces, el mismo se ha mantenido con pocas modificaciones, que responden a cambios de circulación en algunas calles (son los casos de Fernández Crespo y Rodó) o a restricciones en la circulación de ómnibus en ciertas vías (como la Rambla Roosevelt, Rincón y Zabala).
Con la reducción de servicios de transporte colectivo que la Intendencia de Montevideo aplicó para la Ciudad Vieja desde julio de 2005, la línea 161 dejó de circular dentro del casco histórico de la ciudad, modificando su recorrido, que pasó a ser por las calles Soriano, Río Branco, Colonia, Florida, Circunvalación Plaza Independencia (parando en la creada terminal de trasbordos de la plaza), Liniers, Camacuá hasta la terminal de Plaza España, su nuevo destino. A su vez, en el sentido inverso el trayecto pasaba a ser: Terminal de Plaza España, Camacuá, Ituzaingó, Buenos Aires (parando en la creada terminal de trasbordos de dicha calle), Liniers, Maldonado. Sin embargo, esta modificación duró tan solo un mes, ya que en el marco de las correcciones que realizó el gobierno de Montevideo respectó al nuevo sistema desde su implementación, la línea volvió a ser incorporada al circuito de la Ciudad Vieja, entendiéndose que su recorrido primario servía a los niños de ese barrio que concurrían a las escuelas N° 15 República de Cuba (matutina) y N° 131 República de Chile (vespertina), que compartían el mismo local en el barrio Sur (en 2012 fueron fusionadas bajo la N° 131). El ingreso a la zona pasó a ser por las calles Río Branco, Avenida Uruguay, 25 de Mayo, Juncal, Cerrito y Juan Lindolfo Cuestas, saliendo por Buenos Aires, Liniers, Ciudadela y Maldonado. Como el paso por la Ciudad Vieja quedó sin interrupciones (loop), el destino de espera de la línea debió trasladarse a la otra punta de su recorrido, quedando en la planta José Añón de la empresa Cutcsa, situada entonces en la Avenida Luis Alberto de Herrera y Gualeguay. En septiembre de 2006 se realizó un pequeño cambio al trayecto para que la línea también en la ida cubriera a los estudiantes de las escuelas N° 15 y N° 131, quedando: Soriano, Ciudadela, Circunvalación Plaza Independencia, Juncal, Cerrito.
Al trasladarse la planta José Añón de Cutcsa a fines del año 2010 al predio comprendido por la Avenida José Pedro Varela, el Bulevar José Batlle y Ordóñez y la calle Valladolid, en el barrio Bolívar, se produjo la última modificación en el recorrido de la línea, adecuándose a su nueva terminal: Avenida Gral. Flores, Bulevar José Batlle y Ordóñez, Avenida Jacobo Varela e Isabela hasta el ingreso de la planta Añón en su intersección con Valladolid.
Considerándose como una línea que durante mucho tiempo supo contar con altas frecuencias, en sus últimos años de servicio las mismas fueron disminuyendo significativamente, a tal punto que en enero de 2017 en los días hábiles tenía solamente cuatro viajes por jornada, con tres horas y media de intervalo entre uno y otro. Esto incidió en que la cantidad de pasajeros transportados se haya reducido drásticamente, siendo común que en un tramo (ida o vuelta) del recorrido asciendan menos de diez personas.

En marzo de 2019, con el comienzo de los horarios de invierno, esta línea, al igual que la 164 quedaron definitivamente suprimidas.

## Barrios
En su recorrido, la línea 161 atravesaba los barrios: Fraternidad, Bolívar, Larrañaga, La Blanqueada, Tres Cruces, Cordón Norte, Cordón Sur, Centro, Ciudad Vieja, Sur, Villa Muñoz, Goes, La Figurita y Jacinto Vera.